# Alfarnatejo
Alfarnatejo è un comune spagnolo di 412 abitanti situato nella comunità autonoma dell'Andalusia.